# ǁAni jezik
ǁani jezik (ǀanda, handá, handa-khwe, handádam, handakwe-dam, ts’exa, ts’éxa; ISO 639-3: hnh), jedan od tri sjeverozapadna jezika šire skupine tshu-khwe, kojsanska porodica, kojim govori 1 000 ljudi (Brenzinger 1997) blizu rijeke Khwai u Bocvani.
Etnička grupa ǀAnda pripada široj skupini Bušmana.

## Vanjske poveznice
- Ethnologue (14th)
- Ethnologue (15th)